# Badhaus (Schmidgaden)
Badhaus ist ein Ortsteil der Gemeinde Schmidgaden im Landkreis Schwandorf des Regierungsbezirks Oberpfalz im Freistaat Bayern.

## Geografie
Badhaus liegt 5,5 Kilometer nördlich von Schmidgaden am Hüttenbach. Der 19,7 Kilometer lange Hüttenbach trägt die Gewässerkennzahl 14722. Er entspringt am Südwesthang des 667 Meter hohen Buchberges, fließt in Richtung Südosten und mündet bei Schwarzenfeld in die Naab. Bei Badhaus mündet von Nordwesten kommend der Espanbach in den Hüttenbach. Nördlich von Badhaus erhebt sich der 498 Meter hohe Geißberg.

## Geschichte
Bereits 1808 wird eine Badestube in Gösselsdorf erwähnt. Der Ortsname Badhaus ist 1828 noch nicht amtlich. In der Matrikel von 1838 ist Badhaus dann als Ortsteil von Gösselsdorf verzeichnet. Im Januar 1972 wurde die Gemeinde Gösselsdorf auf die Gemeinden Schmidgaden, Nabburg und Kemnath am Buchberg aufgeteilt. Dabei kam Badhaus zu Schmidgaden.
Badhaus gehört zur Pfarrei Rottendorf im Dekanat Nabburg. 1997 gab es in Badhaus 12 Katholiken.

## Einwohnerentwicklung ab 1838
| Jahr | Einwohner | Gebäude |
| ---- | --------- | ------- |
| 1838 | 5         | 1       |
| 1864 | 10        | 4       |
| 1875 | 10        | 4       |
| 1885 | 5         | 1       |
| 1900 | 8         | 2       |
| 1913 | 13        | 2       |
| 1925 | 8         | 2       |

| Jahr | Einwohner | Gebäude |
| ---- | --------- | ------- |
| 1950 | 11        | 1       |
| 1961 | 16        | 2       |
| 1964 | 16        | 2       |
| 1970 | 12        | k. A.   |
| 1987 | 14        | 4       |
| 2011 | 10        | k. A.   |

## Tourismus
Am südlichen Ortsrand von Badhaus überquert der Karl-Krampol-Weg den Hüttenbach.